# الکساندر پیشو
الکساندر پیشو (فرانسوی: Alexandre Pichot‎؛ زادهٔ ۶ ژانویهٔ ۱۹۸۳) دوچرخه‌سوار اهل فرانسه است.
از باشگاه‌هایی که در آن رکاب زده‌است می‌توان به تیم دوچرخه‌سواری دیرکت انرژی اشاره کرد.